# HMS Queen Charlotte (1810)
Pour les articles homonymes, voir HMS Queen Charlotte.
Le HMS Queen Charlotte était un navire de Premier rang de la Royal Navy, doté de 104 canons, mis à l'eau le 17 juillet 1810 à Deptford. Il remplaçait le premier Queen Charlotte coulé en 1800.

## Histoire
Il fut envoyé en Sierra Leone pour rejoindre l'Escadron d'Afrique de l'Ouest mis en place pour la répression de la traite des esclaves. À la suite de la saisie du navire français Le Louis, un navire engagé dans le commerce des esclaves, la Cour de vice-amirauté déclara le navire français et sa cargaison confisqués. Cependant, lorsqu'il fut interjeté appel devant la Haute Cour d'amirauté, le juge William Scott infirma le jugement, déclarant que le contrôle et l'arrestation du Le Louis étaient illégaux « car aucun pays ne peut exercer un droit de visite et de perquisition sur les parties de la mer communes et non appropriées, sauf à la demande des belligérants ». Il admit que cela constituerait un obstacle sérieux à la répression de la traite des esclaves, mais fit valoir que des traités internationaux devraient y remédier, et non des officiers de la marine outrepassant leurs droits :3–4
Il fut le navire amiral de Lord Exmouth lors du bombardement d'Alger en 1816. 
Le 17 septembre 1817, Linnet, une navette de la reine Charlotte, saisit une cargaison de tabac passée en contrebande. Les officiers et l'équipage de Queen Charlotte se partagèrent le prix. 

## Destin
Le Queen Charlotte fut converti pour servir de navire d’entraînement en 1859 et a été renommé HMS Excellent. Il fut finalement vendu pour démolition en 1892.